# Mindestkapitalanforderung
Die Mindestkapitalanforderung (englisch Minimum Capital Requirement, Abk. MCR) ist im Versicherungswesen eine der gesetzlichen Anforderungen an das Vorhandensein von Eigenmitteln in Versicherungsunternehmen und Pensionsfonds, die seit 1. Januar 2016 in Deutschland gilt.

## Allgemeines
Neben der Mindestkapitalanforderung gibt es noch die übergeordnete Solvabilitätskapitalanforderung (englisch solvency capital requirement, Abk. SCR), die zusammen ein gestuftes System bilden. Die Mindestkapitalanforderung stellt dabei die untere Schwelle dar, unterhalb der ein unannehmbares Risikoniveau für die Versicherungsnehmer (und sonstige Anspruchsberechtigte) angenommen wird.
Wenn die Solvabilitätskapitalanforderung nicht mehr erfüllt wird, werden Sanierungsmaßnahmen seitens des Unternehmens und ggf. Maßnahmen der Versicherungsaufsicht vorgenommen. Wird darüber hinaus auch die Mindestkapitalanforderung verletzt, sind noch einschneidendere und kurzfristigere Maßnahmen vorgesehen. Sofern das Unternehmen innerhalb von drei Monaten die Mindestkapitalanforderung nicht wieder einhalten kann, ist der Entzug der Geschäftsbetriebserlaubnis möglich.
Die Berechnung der Mindestkapitalanforderung ist abhängig vom Solvabilitäts-Regime – bei Versicherern und Pensionsfonds unter Solvency I beträgt diese ein Drittel der Solvabilitätskapitalanforderung, für Versicherer unter Solvency II ist die Berechnung komplexer.

## Rechtsfragen
Die Mindestkapitalanforderung geht zurück auf die Änderungen des versicherungsaufsichtlichen Kapitalanforderungen durch das europäische Projekt Solvency II. Gesetzlich normiert wurde diese durch die EU-Richtlinie 2009/138/EG, die diesbezüglich in Deutschland u. a. durch § 122 VAG umgesetzt wurde.

## Abgrenzung
Der Begriff ist nicht mit dem gesellschaftsrechtlichen Mindestkapital zu verwechseln, das eine Mindestausstattung von Eigenkapital bei Kapitalgesellschaften darstellt.